# Nautedam
De Nautedam is een van de belangrijkste stuwmeren van Namibië. Stuwmeren spelen een belangrijke rol in de voorziening van drinkwater van het droge land.
De Nautedam ligt circa 100 km ten zuiden van Keetmanshoop in de Löwenrivier, een rivier in het zuiden van Namibië. De dam werd in 1971 in gebruik genomen en heeft een capaciteit van ca. 83,5 miljoen m³.